# Jésus Sinisterra
Jesús Brahaman Sinisterra Arias (Quibdó, 9 de dezembro de 1975) é um ex-futebolista profissional colombiano, que atuava como volante.

## Carreira
Jésus Sinisterra fez parte do elenco da Seleção Colombiana de Futebol na Copa América de 2004.